# Telekomunikační budova Pardubice
Telekomunikační budova Pardubice (TKB) je objekt postavený v letech 1980 až 1986. Nachází se na Masarykově náměstí v Pardubicích, na levém břehu Labe. 
Komplex se skládá z budovy tranzitní ústředny, která je ve vlastnictví společnosti CETIN, a přilehlé telekomunikační věže patřící Českým radiokomunikacím.
Návrh budovy ústředny vypracoval v roce 1979 Ing. arch. Jan Winkler a věže Ing. arch. Tomáš Dohnal.
Věž, na kterou byl v roce 2009 přistavěn desetimetrový vysílací nástavec, měří s nástavcem 103,3 metrů, čímž se jedná o dominantu Pardubic. Spolu se střešním prstencem sestává z pěti ochozů, na kterých jsou umístěny telekomunikační technologie. 
Tranzitní ústředna byla spuštěna v roce 1989, přičemž o deset let později byla analogová ústředna nahrazena digitální.

## Vysílací věž
Telekomunikační věž slouží mimo jiné jako regionální televizní a rozhlasový vysílač pro Pardubice a okolí. 

### Rozhlas
Z telekomunikační věže vysílají následující rozhlasové stanice:
|    | Stanice                 | Kmitočet | Výkon (ERP) | Polarizace |
| -- | ----------------------- | -------- | ----------- | ---------- |
| FM | Country Radio           | 96,9 MHz | 1 kW        | vertikální |
| FM | Český rozhlas Pardubice | 101 MHz  | 1 kW        | vertikální |

V minulosti z lokality vysílalo i Radio Kiss, které se přesunulo na vysílač Hradec Králové – Hoděšovice.

### Ukončené vysílání

#### Televize
| Ukončeno   |       | Multiplex        | Kanál | Kmitočet | Výkon (ERP) | Polarizace   | Spuštěno   |
| ---------- | ----- | ---------------- | ----- | -------- | ----------- | ------------ | ---------- |
| Říjen 2020 | DVB-T | Regionální síť 8 | 27    | 522 MHz  | 1 kW        | horizontální | Srpen 2014 |

Dříve regionální síť 8 obsahovala i východočeskou televizi V1, která vysílala z TKB společně s hoděšovickou věží, poté se přesunula do multiplexu 4. Vysílání regionální sítě 8 bylo ukončeno 31. října 2020.
Na věži mají umístěny základnové stanice mobilní operátoři O2 a T-Mobile.

## Nejbližší vysílače
Nejbližší významné vysílače a vzdálenost k nim:
| Růžice kompasu | Ještěd 95 km                   | Černá hora 68,2 km | HK – Hoděšovice 14,7 km               | Růžice kompasu |
| Růžice kompasu | Žižkov 94,1 km Cukrák 101,6 km | Sever              | Litický Chlum 42,1 km Praděd 104,6 km | Růžice kompasu |
| Růžice kompasu | Žižkov 94,1 km Cukrák 101,6 km | Západ · Východ     | Litický Chlum 42,1 km Praděd 104,6 km | Růžice kompasu |
| Růžice kompasu | Žižkov 94,1 km Cukrák 101,6 km | Jih                | Litický Chlum 42,1 km Praděd 104,6 km | Růžice kompasu |
| Růžice kompasu | Mezivrata 92,5 km              | Krásné 24,2 km     | Kojál 108,4 km                        | Růžice kompasu |